# Atanas Atanassov (homme politique)
Pour les articles homonymes, voir Atanas Atanassov et Atanassov.
Atanas Petrov Atanassov (en bulgare : Атанас Атанасов) est un avocat et homme politique bulgare membre de l'Union des forces démocratiques jusqu'en 2004 et des Démocrates pour une Bulgarie forte après 2004.
Il est député de 2005 à 2009, de 2014 à 2017 et depuis 2021.

## Biographie
Atanas Atanassov naît le 17 mai 1959 dans le village de Batin (oblast de Roussé). Après avoir obtenu un diplôme en droit à l'université de Sofia, il officie en tant que juge à Roussé (1987-1988) et procureur à Razgrad (1989-1992). De 1992 à 1995, il dirige la direction régionale du ministère bulgare de l'Intérieur à Razgrad, puis travaille comme avocat.
En 1997, Atanassov devient brièvement secrétaire du ministère de l'Intérieur. Le 8 septembre 1997, il est nommé directeur du Service de la sécurité nationale pour un mandat d'un an, puis, le 8 septembre 1998, il quitte ses fonctions de secrétaire du ministère de l'Intérieur pour diriger le service de la sécurité nationale. Le 26 février 1999, il reçoit le grade de major général.
À ce poste, il s'implique plus activement dans la vie politique, fournissant notamment au Premier ministre Ivan Kostov une liste de 226 noms tirés d'un rapport sur la corruption le 10 décembre 1999. Par la suite, dix ministres sont limogés, dont Bogomil Bonev (en), Mario Tagarinski (en) et Aleksandar Bojkov (en). Le 5 novembre 2001, le rapport d'Atanassov est cité dans un débat électoral télévisé par le candidat à la présidence Petar Stoyanov, ce qui, selon certains analystes, conduit nombre de ses électeurs potentiels à se détourner de lui et joue un rôle dans sa défaite aux élections.
Le 14 décembre 2001, Atanassov quitte ses fonctions de directeur du service national de sécurité du ministère de l'Intérieur.

## Homme politique
Atanas Atanassov s'engage ensuite dans des activités politiques. Il devient membre du club « Dialogue », sur la base duquel le parti Démocrates pour une Bulgarie forte est fondé en 2004. De 2005 à 2009, Atanas Atanassov est député de ce parti. À partir de 2006, il dirige l'antenne du parti à Sofia.
Lors des élections législatives de 2009, Atanassov n'est pas élu. Il est nommé en septembre au conseil d'administration de la société d'État Information Services AD, dont il reste membre jusqu'en août 2010. Aux élections locales de 2011, il devient conseiller municipal de Sofia pour la circonscription Stolitchna obchtina dans le groupe de la Coalition bleue. Lors des élections législatives anticipées d'octobre 2014, il est élu député dans la coalition du Bloc réformateur.
Le 10 juin 2017, il devient président des Démocrates pour une Bulgarie forte (DSB).
Le 12 avril 2018, en sa qualité de président des DSB, il cofonde et est élu coprésident de la coalition Bulgarie démocratique, rassemblant également Oui, Bulgarie ! et les écologistes.